# Muzeum Sztuki w El Paso
Muzeum Sztuki w El Paso (ang. El Paso Museum of Art) – mieszczące się w El Paso w amerykańskim stanie Teksas muzeum gromadzące dzieła sztuki.
Od 1998 posiada nową siedzibę w centrum El Paso. Oprócz działalności wystawienniczej placówka organizuje lekcje muzealne, wykłady, projekcje filmów i różnego rodzaju działalność edukacyjną.

## Zbiory

### Zbiór sztuki europejskiej
Muzeum posiada w swych zbiorach kolekcję sztuki europejskiej XII-XVIII wieku. Kolekcja ta, zwana Kress Collection, składa się z 57 dzieł takich europejskich twórców, jak: Bernardo Bellotto, Benedetto Bonfigli, Canaletto, Giovanni Benedetto Castiglione, Vincenzo Catena, Giuseppe Maria Crespi, Carlo Crivelli, Vittore Crivelli, Macrino d’Alba, Jacopo da Sellaio, Nicolò da Voltri, Juan de Borgoña, Martino di Bartolomeo, Giovanni di Paolo, Giovanni Andrea de Ferrari, Sano di Pietro, Battista Dossi, Lavinia Fontana, Artemisia Gentileschi, Juan de Valdés Leal, Benvenuto Tisi (zwanego Garofalo), Filippino Lippi, Lorenzo Lotto, Alessandro Magnasco, Bartolomé Esteban Murillo, Giacomo Pacchiarotti, Andrea Previtali, Pietro Rotari, Bernardo Strozzi, Antoon van Dyck i Francisco de Zurbarán.

### Zbiór sztuki amerykańskiej
Kolekcja muzealna obejmuje również dzieła amerykańskich twórców, takich jak: Manuel Gregorio Acosta, Frank Duveneck, Childe Hassam, George Inness, Manuel Neri, Rembrandt Peale, Frederic Sackrider Remington i Gilbert Charles Stuart.